# 650年代
| 千纪： | 1千纪                                                                                  |
| 世纪： | 6世纪 \| 7世纪 \| 8世纪                                                                |
| 年代： | 620年代 \| 630年代 \| 640年代 \| 650年代 \| 660年代 \| 670年代 \| 680年代              |
| 年份： | 650年 \| 651年 \| 652年 \| 653年 \| 654年 \| 655年 \| 656年 \| 657年 \| 658年 \| 659年 |

## 大事记
- 650年，唐朝灭突厥车鼻可汗。
- 651年，大食（阿拉伯帝國）滅波斯。
- 655年，唐高宗立武则天為皇后。褚遂良被貶為潭州（湖南長沙）都督。
- 657年，中書侍郎李義府與禮部尚書許敬宗，誣侍中韓瑗、中書令來濟、桂州都督褚遂良謀反。貶韓瑗振州（海南三亞）刺史，來濟台州（浙江臨海）刺史，褚遂良愛州（越南清化）刺史。
- 657年，左屯衛將軍蘇定方擊西突厥，擒沙缽略可汗，於其地置濛池、崑陵二都護府。
- 658年，左屯衛大將軍楊冑，攻龜茲王國，立白素稽為龜茲王。
- 659年，太尉長孫無忌与長孫銓、長孫恩、涼州刺史趙持滿，及王皇后舅柳奭等被诬謀反，被殺。

## 逝世
- 650年，刘弘基
- 653年，李道宗
- 656年，唐俭
- 658年，尉迟敬德
- 659年，长孙无忌